# Tòa nhà chính của Bảo tàng Quốc gia ở Kraków
Tòa nhà chính của Bảo tàng Quốc gia ở Kraków (tiếng Ba Lan: Gmach Główny Muzeum Narodowego w Krakowie) là một tòa nhà được xây dựng trong giai đoạn 1934 - 1989, tọa lạc tại số 1 đại lộ Ngày 3 tháng 5 (al. 3 Maja 1), tại thành phố Kraków, Ba Lan. Bên trong tòa nhà có ba cuộc triển lãm thường trực của Bảo tàng Quốc gia ở Kraków, bao gồm: Phòng trưng bày "Vũ khí và Màu sắc ở Ba Lan", Phòng trưng bày Thủ công Nghệ thuật và Phòng trưng bày Nghệ thuật Ba Lan thế kỷ 20. Các cuộc triển lãm tạm thời cũng được tổ chức trong tòa nhà này.